# Nossa Senhora da Anunciada
A Freguesia de Nossa Senhora da Anunciada é uma antiga freguesia portuguesa do Município de Setúbal a qual tinha uma área de 27,02 km², uma população de 13 738 habitantes (2011) e, por isso, uma densidade populacional de 508,4 hab/km² (2011). 
Foi extinta (agregada), em 2013, no âmbito de uma reforma administrativa nacional, tendo sido agregada às freguesias de São Julião e Santa Maria da Graça, para formar uma nova freguesia denominada União das Freguesias de Setúbal (São Julião, Nossa Senhora da Anunciada e Santa Maria da Graça).
O seu território era uma parcela da cidade de Setúbal e englobava os bairros de Bracanes, Reboreda, Pescadores, Palhavã, João Ferreira, Casal das Figueiras, Viso, Troino, Montalvão e Saboaria. Enquanto unidade geográfica de recenseamento, contava em 2001, com 13 771 eleitores inscritos.

## População
| População da freguesia de Setúbal (Nossa Senhora da Anunciada) | População da freguesia de Setúbal (Nossa Senhora da Anunciada) | População da freguesia de Setúbal (Nossa Senhora da Anunciada) | População da freguesia de Setúbal (Nossa Senhora da Anunciada) | População da freguesia de Setúbal (Nossa Senhora da Anunciada) | População da freguesia de Setúbal (Nossa Senhora da Anunciada) | População da freguesia de Setúbal (Nossa Senhora da Anunciada) | População da freguesia de Setúbal (Nossa Senhora da Anunciada) | População da freguesia de Setúbal (Nossa Senhora da Anunciada) | População da freguesia de Setúbal (Nossa Senhora da Anunciada) | População da freguesia de Setúbal (Nossa Senhora da Anunciada) | População da freguesia de Setúbal (Nossa Senhora da Anunciada) | População da freguesia de Setúbal (Nossa Senhora da Anunciada) | População da freguesia de Setúbal (Nossa Senhora da Anunciada) | População da freguesia de Setúbal (Nossa Senhora da Anunciada) |
| -------------------------------------------------------------- | -------------------------------------------------------------- | -------------------------------------------------------------- | -------------------------------------------------------------- | -------------------------------------------------------------- | -------------------------------------------------------------- | -------------------------------------------------------------- | -------------------------------------------------------------- | -------------------------------------------------------------- | -------------------------------------------------------------- | -------------------------------------------------------------- | -------------------------------------------------------------- | -------------------------------------------------------------- | -------------------------------------------------------------- | -------------------------------------------------------------- |
| 1864                                                           | 1878                                                           | 1890                                                           | 1900                                                           | 1911                                                           | 1920                                                           | 1930                                                           | 1940                                                           | 1950                                                           | 1960                                                           | 1970                                                           | 1981                                                           | 1991                                                           | 2001                                                           | 2011                                                           |
| 4 323                                                          | 5 085                                                          | 6 012                                                          | 7 859                                                          | 9 732                                                          | 14 000                                                         | 14 902                                                         | 14 779                                                         | 14 139                                                         | 15 178                                                         | 13 929                                                         | 19 287                                                         | 16 401                                                         | 16 092                                                         | 13 738                                                         |

Nos censos de 1920 a 1940 figura como Marquês de Pombal. Esta denominação foi-lhe dada pelo decreto nº 1.716, de 7 de julho de 1915, passando a ter a actual designação pelo decretonº 35.927, de 1 de novembro de 1946
| Distribuição da População por Grupos Etários | Distribuição da População por Grupos Etários | Distribuição da População por Grupos Etários | Distribuição da População por Grupos Etários | Distribuição da População por Grupos Etários | Distribuição da População por Grupos Etários | Distribuição da População por Grupos Etários | Distribuição da População por Grupos Etários | Distribuição da População por Grupos Etários | Distribuição da População por Grupos Etários |
| -------------------------------------------- | -------------------------------------------- | -------------------------------------------- | -------------------------------------------- | -------------------------------------------- | -------------------------------------------- | -------------------------------------------- | -------------------------------------------- | -------------------------------------------- | -------------------------------------------- |
| Ano                                          | 0-14 Anos                                    | 15-24 Anos                                   | 25-64 Anos                                   | > 65 Anos                                    |                                              | 0-14 Anos                                    | 15-24 Anos                                   | 25-64 Anos                                   | > 65 Anos                                    |
| 2001                                         | 2 037                                        | 2 063                                        | 8 500                                        | 3 492                                        |                                              | 12,7%                                        | 12,8%                                        | 52,8%                                        | 21,7%                                        |
| 2011                                         | 1 807                                        | 1 292                                        | 7 198                                        | 3 441                                        |                                              | 13,2%                                        | 9,4%                                         | 52,4%                                        | 25,0%                                        |

Média do País no censo de 2001:  0/14 Anos-16,0%; 15/24 Anos-14,3%; 25/64 Anos-53,4%; 65 e mais Anos-16,4%
Média do País no censo de 2011:   0/14 Anos-14,9%; 15/24 Anos-10,9%; 25/64 Anos-55,2%; 65 e mais Anos-19,0%

## História
Esta antiga freguesia foi criada em 14 de Março de 1553, por desanexação da antiga freguesia de São Julião, no entanto, a ocupação humana desta área, denominada Troino, remonta à Antiguidade, com particular incremento durante o período romano.
Os romanos que se estabeleceram nesta zona, a partir de finais do século I a.C., dotaram, também, este núcleo urbano de complexos industriais de salga de peixe, na Comenda, junto à margem esquerda da Ribeira da Ajuda.
Após o estabelecimento da Ordem de Santiago nas vizinhas povoações de Alcácer do Sal e Palmela, no século XIII, Setúbal foi repovoada progressivamente pela zona baixa que se estende até ao Troino, contribuindo para o desenvolvimento de actividades ligadas à pesca, exploração e comércio de sal.
Conta-se que, por volta de 1260, a imagem de Nossa Senhora apareceu a uma pobre mulher que procurava fragmentos de madeira para a fogueira, dando origem, em 1368, à criação da Confraria da Anunciada.
A crença neste milagre e a devoção à santa levaram à construção da Igreja da Confraria, no local onde, supostamente, aconteceu o milagre, e que mais tarde serviu de igreja paroquial.
Muitas construções foram crescendo, entre os séculos XIV e XVI, como a Torre do Outão, em 1390, para protecção do porto, os conventos de S. Francisco, em 1410, e o de Jesus, em 1490, e, cem anos mais tarde, o Forte de S. Filipe.
O Troino desenvolveu-se ao longo dos séculos XV e XVI, estendendo-se, junto ao mar, desde o Sapal de Troino, actual Largo de Jesus, até à Fonte Nova.
Foi na casa n° 49-51 da Rua de Coina, nesta freguesia, que nasceu a grande cantora lírica Luísa Todi, em 9 de janeiro de 1753.
Sofreu grandes alterações com o terramoto de 1755, tendo a igreja paroquial ficado destruída. A paróquia passou para a capela do Outeiro da Saúde, onde se manteve até 1878, quando passou para a igreja do extinto Convento de Santa Teresa, onde se mantém até hoje.
Porém, um novo abalo sísmico veio a assolar a população, a 11 de Novembro de 1858, reduzindo a escombros casas e bens.
A indústria conserveira trouxe, entre meados do século XIX e início do século XX, grande empregabilidade às gentes de Troino, resultado do aumento do número de fábricas de conserva de peixe.
Com o aumento da população, que procurava trabalho nestas fábricas, a Câmara Municipal aprovou, em 1886, um projecto de construção de um novo bairro, na Praia do Penedo, para albergar os pescadores.
Os industriais construíram moradias na nova artéria da cidade, a Avenida Luísa Todi, e nos largos limítrofes, como o Palácio Feu Guião, no Largo da Fonte Nova, e o Palácio Botelho Moniz, no Outeiro da Saúde.
Com a Implantação da República, o nome da freguesia foi mudado para Marquês de Pombal, em 1915, retomando o seu nome original com a queda do regime.

## Património
- Capela de São Pedro de Alcube
- Casa das Quatro Cabeças
- Castelo de São Filipe ou Forte de São Filipe
- Chafariz da Praça Teófilo Braga
- Forte de Albarquel
- Forte de Santiago do Outão
- Igreja de Nossa Senhora da Anunciada
- Palacete da Família Feu Guião ou Palácio do Adeantado
- Pelourinho de Setúbal
- Quinta do Esteval
- Parque Urbano de Albarquel
- Forte de São Luís Gonzaga